# Raymond Danon
Raymond Danon (14 de abril de 1930 — 10 de octubre de 2018) fue un productor de cine francés. Produjo 61 películas desde 1963.

## Filmografía seleccionada
- Maigret, terror del hampa (Maigret voit rouge) (1963)
- Todo un señor (Monsieur) (1964)
- Les gorilles (1964)
- El falsificador de Argenteuil (Le jardinier d'Argenteuil) (1966)
- Grandes vacaciones (Les Grandes Vacances) (1967)
- La dama del coche con gafas y fusil (The Lady in the Car with Glasses and a Gun) (1970)
- El gato (Le Chat) (1971)
- Alguien detrás de la puerta (Quelqu'un derrière la porte) (1971)
- Liza (1972)
- La solterona (La vieille fille) (1972)
- El relojero de Saint-Paul (L'Horloger de Saint-Paul) (1974)
- Una loca para matar (Folle à tuer) (1975)
- Mi hombre es un salvaje (Le sauvage) (1975)
- El juez y el asesino (Le juge et l'assassin) (1976)
- S.A.S. agente Malko (S.A.S. à San Salvador) (1983)